# Pambelé (serie de televisión)
Pambelé es una serie de televisión biográfica colombiana producida por 11-11 Films, basada en el libro El oro y la oscuridad: la vida gloriosa y trágica de Kid Pambelé escrito por Alberto Salcedo Ramos. para RCN Televisión en 2017. 
Esta protagonizada por Jarlin Martinez, Laura Vieira y Marianela Sinisterra, con las participaciones antagónicas de Mauricio Mejía y Juan Alfonso Baptista, y las actuaciones estelares de Indhira Serrano y Omar Murillo. Se estrenó el 10 de julio de 2017 y concluyó el 3 de noviembre de 2017. La serie sigue la vida del boxeador colombiano Antonio Cervantes, conocido como Kid Pambele.

## Sinopsis
Antonio Cervantes Reyes, más conocido como 'El Kid Pambelé', nació el 23 de diciembre de 1945 en San Basilio de Palenque, disputó el 28 de octubre de 1972 el título mundial de boxeo en la categoría Wélter Junior contra el campeón y favorito de todos, Alonzo Frizzo. A sus 27 años de edad, Antonio tenía claro que era su última oportunidad de pelear por un título mundial. Aferrándose a sus convicciones, peleó con todas sus fuerzas y conectó un uppercut, noqueando a Frizzo y otorgándole a Pambelé el título.
Antonio Cervantes, interpretado por Jarlin Martínez, es un hombre de raza negra, alto, delgado, pero con músculos marcados por su constante entrenamiento. Cuando niño tuvo una inmensa carga sobre sus hombros y en su juventud se dejó deslumbrar por sus sueños de grandeza. Siendo el mayor de sus hermanos, Antonio decidió hacerse cargo de su familia con el dinero que conseguía vendiendo cigarrillos y embolando zapatos. Sin embargo, y a expensas de los continuos regaños de su madre, para él era más fácil conseguir dinero en las peleas callejeras del Malecón, lugar donde Clemente Roballo, el mejor de Colombia para la época, conoce y descubre a ‘El Kid Pambelé’.

## Temas
Pambelé fue más que un boxeador un personaje de fama. Sus glorias lo llevaron a estar entre la élite colombiana por sus triunfos en su carrera en el deporte. Era invitado de honor en cenas con cantantes, alcaldes y concejales. El periodista Juan Gossaín se refiere a la influencia de Pambelé en la cultura colombiana, y explica “Antes de él éramos un país de perdedores. Vivíamos todavía celebrando el empate con la Unión Soviética en el mundial de fútbol del 62. Pambelé nos convenció de que sí se podía y nos enseñó para siempre lo que es pasar de las victorias morales a las victorias reales”.
La fama de Cervantes superó su vida en el ring para bien y para mal. Así como por sus títulos, el boxeador es reconocido por sus escándalos públicos, de sus excesos con la droga y de sus frecuentes accesos de violencia. Esta ambigüedad en la su figura define el carácter y tono de la serie.

## Elenco
- Jarlin Javier Martínez - Antonio Cervantes Reyes "Pambele"[7]
- María Nela Sinisterra - Carlina Orozco
- Angely Gaviria - Julia Cervantes
- Laura Vieira - Aurora Valencia
- Juan Alfonso Baptista - Ezequiel Mercado
- Indhira Serrano - Ceferina Reyes
- Iván López - Cristóbal Román
- Vince Balanta- Chico Gonzales
- Mauro Castillo - "Tabaquito" Planz
- Mauricio Mejía -  Cachao
- Omar Murillo - Clemente Roballo
- Juan Carlos Arango - Legata
- Jorge Monterrosa - Pete
- Karina Guerra - Noreya
- Luis Tamayo - Don Pancra
- Jaisson Jeack - Alonso Frizzo “Pimienta”
- Iris Oyola - Yamile
- Roberto Fernández Rizo - Diego Monagas
- Daniella Donado - Freda
- Javier De Zuani - Nicolas Roche
- Franártur Duque - Rafito Veleño[8]
- Gamal Dillard--Don Majesty
- Laureano Sánchez - el capi
- Pedro Palacio -